# Aquarium Lanzarote

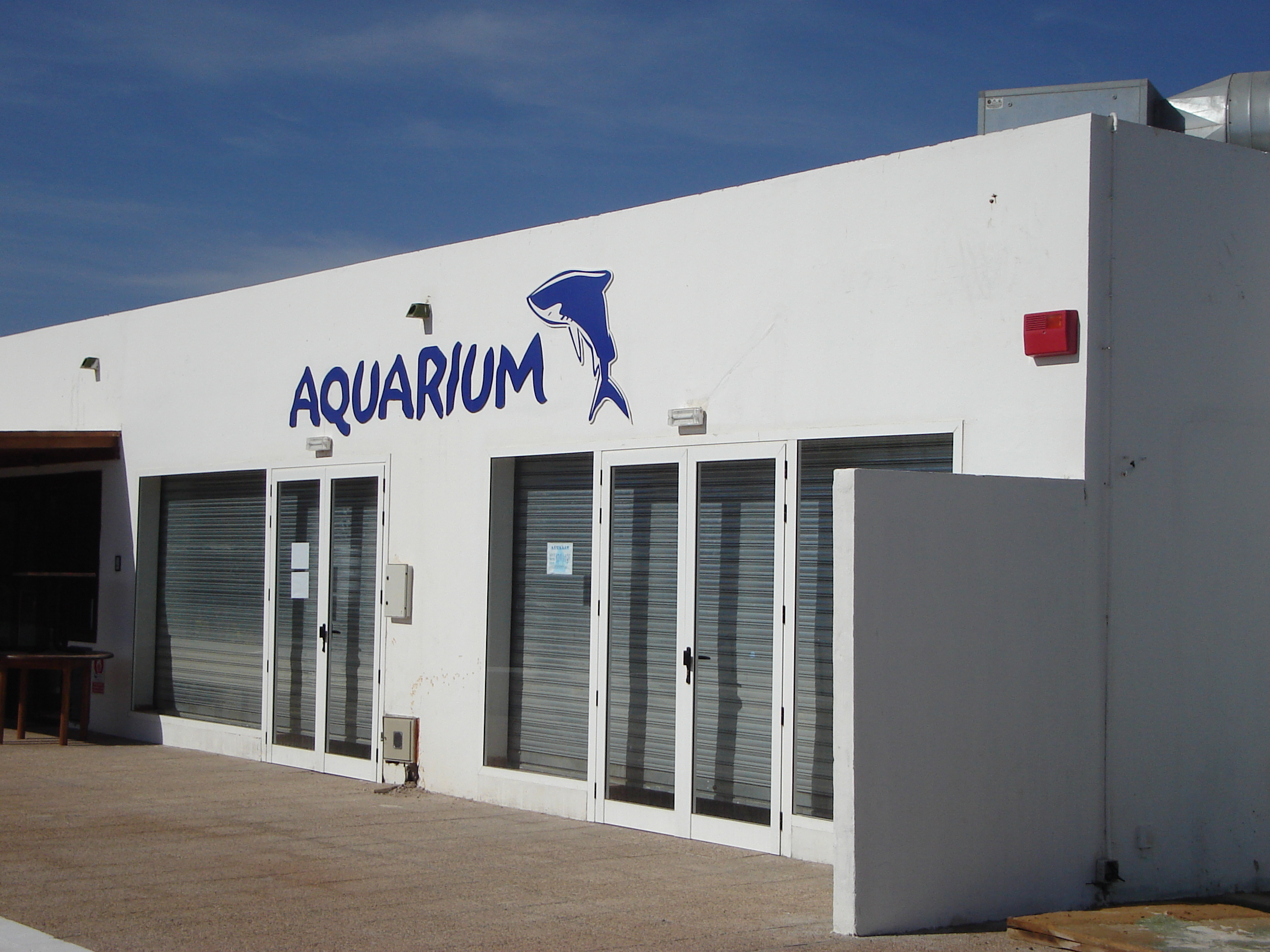
Das Aquariumsgebäude im Jahr 2006

Das Aquarium Lanzarote (Acuario de Lanzarote) ist eine Einrichtung in Costa Teguise auf Lanzarote. Gezeigt werden Meerestiere und Pflanzen in 33 Aquarien mit einem Gesamtvolumen von 1000 m³. Zu den größeren Tieren zählen Schwarzspitzen-Riffhaie.